# Děvečka
Děvečka je staročeský termín, který znamená buď
- nejčastější význam je služka pracující zpravidla na statku v zemědělství.[1] [2] Podobně, pro muže se používal termín čeledín nebo pacholek. Termín se používá i v současnosti.
- zdrobnělina od slova dívka.[3][2]
- dcera, panna[3][2]
- zastarale děvka, nevěstka[3][2]

Ve staročeštině se psalo dyeweczka, dieweczka, dijeweczka, diewiecżka nebo diewecżka.

## Děvečka v umění
- Děvečka (opera)
- Čech a Němec (veselohra)
- Polka (tanec), který údajně vymyslela děvečka Anna Chadimová (Slezáková)
- Kráva (film) - Alena Mihulová v roli děvečky Rózy